# 21" Mark II
De Mark II torpedo (Mk II) was een 21 inch (53 centimeter) torpedo die ontworpen en geproduceerd werd door Whitehead & Co. in Weymouth. Het eerste ontwerp van de Mark II torpedo stamde uit 1910. Deze eerste versie van de Mark II torpedo werd vanaf 1914 in gebruik genomen door oorlogsschepen. Van de Mark II werd in 1915 een verbeterde versie in gebruik genomen, de Mark II***. Beide versies van de Mark II torpedo werden gebruikt in zowel de Eerste Wereldoorlog, als de Tweede Wereldoorlog. De eerste versie werd door zowel torpedobootjagers als door onderzeeboten gebruikt, de verbeterde versie werd alleen door torpedobootjagers gebruikt. Ook verschillende Nederlandse schepen gebruikten tijdens de Tweede Wereldoorlog de Mark II-torpedo, waaronder de O 12-klasse schepen. Tot de Tweede Wereldoorlog werd deze torpedo niet gebruikt door de Nederlandse marine. Maar in de loop van de Tweede Wereldoorlog raakte hun eigen voorraad III53 op. De Britse Mark II vormde het beste alternatief.

## Technische kenmerken
Mark II
- gewicht: 1269,5 kilogram
- bereik van uit onderzeebooten: 4,570 m / 35 knopen
- bereik van uit torpedobootjagers: 7,300 m / 29 knopen
- explosief: 181 kg TNT
- aandrijving: lucht aangedreven zuigermotor (later aangepast om te werken met een voorverwarmend mengsel van olie en lucht)

Mark II***
- gewicht: 1269,5 kilogram
- bereik: 9,830 meter / 31 knopen
- explosief: 234 kg TNT
- aandrijving: lucht aangedreven zuigermotor (later aangepast om te werken met een voorverwarmend mengsel van olie en lucht)

## Scheepsklasse die de Mk II torpedo gebruikte
- K XIV-klasse[1]
- O 12-klasse[1]